# Pertusaria leucoplaca
Pertusaria leucoplaca är en lavart som beskrevs av Müll. Arg. Pertusaria leucoplaca ingår i släktet Pertusaria och familjen Pertusariaceae.   Inga underarter finns listade i Catalogue of Life.